# تدارت (سيدي بيبي)
تدارت هي إحدى مشيخات المملكة المغربية، تتبع جغرافيا لأكادير إداوتنان وإداريًا لأنزا. يقدر عدد سكانها بـ 8117 نسمة حسب الإحصاء الرسمي للسكان والسكنى لسنة 2014.